# Alessia Paoloni
Alessia Paoloni (Ancona, 16 agosto 1985) è una nuotatrice italiana.

## Carriera
La sua carriera si è svolta sia in vasca, dove ha nuotato le distanze lunghe dello stile libero, che nelle acque libere, dove ha partecipato con la nazionale italiana per quattro anni ai campionati mondiali e agli europei, ottenendo il miglior risultato nei Mondiali di Montréal; lì nella gara a squadre miste sui 5 km è stata medaglia di Bronzo con Simone Ercoli e Samuele Pampana.

## Palmarès
| Campionati del mondo           | 5 km individuale | 5 km a squadre                       |
| 2005 Montréal Canada           | 10ª 56'21"1      | Bronzo: 2h 39'17"5 frazione: 56'21"1 |
| 2007 Melbourne Australia       | 7ª 1h 00'50"1    | ---                                  |
| Mondiali in acque libere       | 5 km individuale | 5 km a squadre                       |
| 2004 Dubai Emirati Arabi Uniti | 5ª 1h 04'12"1    | 4ª - 2h 59'58"7 frazione: 1h 04'12"1 |
| 2006 Napoli Italia             | 9ª 1h 09'10"8    | ---                                  |
| Campionati europei             | 5 km individuale | ---                                  |
| 2004 Madrid Spagna             | 10ª 1h 02'16"1   | ---                                  |
| 2006 Budapest Ungheria         | 7ª 1h 01'54"5    | ---                                  |

### Campionati italiani
7 titoli individuali, così ripartiti:
- 1 nei 1500 m stile libero
- 4 nei 5000 m stile libero
- 2 nei 5 km di fondo

nd = non disputata
| Anno | Edizione    | 1500 m st. libero | 5000 m st. libero |
| ---- | ----------- | ----------------- | ----------------- |
| 2002 | Primaverili | 2                 | -                 |
| 2003 | Estivi      | 2                 | -                 |
| 2003 | Primaverili | -                 | 1                 |
| 2004 | Primaverili | -                 | 1                 |
| 2005 | Primaverili | -                 | 1                 |
| 2006 | Primaverili | -                 | 2                 |
| 2006 | Invernali   | 1                 | 1                 |

edizioni in acque libere
| Anno | Edizione | fondo 5 km |
| ---- | -------- | ---------- |
| 2004 | Fondo    | 3          |
| 2005 | Fondo    | 1          |
| 2006 | Fondo    | 1          |